# Labeobarbus brevicauda
Labeobarbus brevicauda är en fiskart som först beskrevs av Keilhack, 1908.  Labeobarbus brevicauda ingår i släktet Labeobarbus och familjen karpfiskar. Inga underarter finns listade i Catalogue of Life.